# Consortium européen de recherche en informatique et en mathématiques
Le Consortium européen de recherche en informatique et en mathématiques (en anglais : European Research Consortium for Informatics and Mathematics, acronyme ERCIM) est une organisation ayant pour objectifs de stimuler la collaboration à l'intérieur de la communauté européenne de la recherche et d'augmenter la coopération avec l'industrie européenne. 
ERCIM a été fondé en 1989 par trois instituts de recherche : INRIA en France, GMD en Allemagne et CWI aux Pays-Bas. Depuis 2002, ERCIM héberge la branche européenne du World Wide Web Consortium (W3C). 
Parmi les activités d'ERCIM, il y a un programme de bourse pour chercheurs postdoctoraux, un prix jeune chercheur (Cor Baayen Award) et une revue scientifique ERCIM News. 

## Membres
Les principaux instituts de recherche des pays de l'Union européenne sont membres de l'ERCIM.
| Institut                | Pays       |
| ----------------------- | ---------- |
| CNR                     | Italie     |
| CWI                     | Pays-Bas   |
| FNR                     | Luxembourg |
| Fraunhofer-Gesellschaft | Allemagne  |
| ICS-FORTH               | Grèce      |
| INESC                   | Portugal   |
| INRIA                   | France     |
| NTNU                    | Norvège    |
| RISE-SICS               | Suède      |
| SBA                     | Autriche   |
| Simula                  | Norvège    |
| SZTAKI                  | Hongrie    |
| TNO                     | Pays-Bas   |
| Université de Chypre    | Chypre     |
| Université de Varsovie  | Pologne    |
| VTT                     | Finlande   |